# 郑钧 (物理学家)
郑钧（1917年1月10日—2012年8月22日），男，江苏人，美籍华人物理学家，专攻电磁学领域。也是该领域教科书作者。1983年其著作《电磁场与波》已经被2000多本出版物引用，2016年全世界共有500多家图书馆有收藏其著作。

## 生平
1917年出生在江苏省，1938年毕业于上海國立交通大學电机系，毕业后五年在中央广播电台工作，1944年和1946年分别拿到哈佛大学硕士和博士学位。1946年在美国USCF剑桥研究实验室担任电子工程师，1948年担任雪城大学电机与计算机工程教授。2012年在美国逝世。

## 荣誉
1985年被國立交通大學授予荣誉博士学位。2017年其子美籍华人投资家Eugene A. Cheng设立设立郑钧奖学金基金。